# EC Bad Tölz
L'EC Bad Tölz è una squadra tedesca di hockey su ghiaccio la cui squadra professionistica gioca nella Oberliga con il nome di Tölzer Löwen. Da quando la prima squadra viene organizzata dalla Società di sport su ghiaccio di Tölz (Tölzer Eissport GmbH, una società a responsabilità limitata) la squadra amatoriale e le giovanili sono state inserite in una società senza scopo di lucro (la Verein EC Bad Tölz).
L'EC Bad Tölz possiede inoltre una squadra di hockey in linea come pure una di pattinaggio artistico.
L'EC Bad Tölz nacque nel 1928 e salì di categoria nel 1951 in quella che allora era la categoria più alta (l'Oberliga Süd). Nell'estate 1958 la squadra fu una delle fondatrici della Bundesliga e militò in questo campionato fino alla stagione 1975/76. Nel 1962 e nel 1966 la squadra si laureò campione di Germania.

## Hockey su ghiaccio
Dopo la crisi la squadra giocò solamente nelle stagioni 1992/93 e 1993/94 nella seconda serie (la 2. Bundesliga), tuttavia nel 2006 salì nella Oberliga. Anche se l'EC Bad Tölz non gioca nella massima serie dal 1976, possiede nonostante tutto un ottimo settore giovanile. I giovani giocano nella Deutschen Nachwusliga (DNL) e gli Juniores e i più giovani nelle rispettive Bundesliga. Inoltre molti suoi giovani giocano nella selezione della nazionale tedesca. In aggiunta a ciò da molti anni viene organizzata la squadra femminile delle Black Tigers.

## Campioni di Germania

### Stagione 1961/1962
- Portieri: Wilhelm Edelmann, Klaus Hafensteiner
- Difensori: Hans Rampf, Otto Schneitberger, Walter Riedl, Heinz Bader, Franz Deisenrieder, Hans Wechsel
- Attaccanti: Sepp Reif, Peter Lax, Alois Mayr, Sepp Wörschhauser, Siegfried Mayr, Georg Eberl, Peter Schmidt, Klaus Retzer, Adi Floßmann
- Allenatore: Hans Rampf

### Stagione 1965/1966
- Portieri: Toni Klett, Fritz Hafensteiner
- Difensori: Hans Schichtl, Walter Riedl, Heinz Bader, Georg Lechner, Erwin Riedmeier
- Attaccanti: Peter Lax, Alois Mayr, Albert Loibl, Rudi Pittrich, Georg Eberl, Willi Leitner, Hans Eimannsberger, Willi Gerg, Lorenz Funk senior, Reinhold Meister, Karl Bär, Hans Brandner
- Allenatore: Mike Daski

## Giocatori famosi
- Thomas Brandl
- Andreas Brockmann
- Christian Curth
- Lorenz Funk senior
- Lorenz Funk junior
- Axel Kammerer
- Klaus Kathan
- Toni Krinner
- Andreas Niederberger
- Hans Rampf deutscher Nationalverteidiger 1953-1963, Bundestrainer 1977-1981
- Otto Schneitberger
- Hans Zach
- Patrick Couture
- Scott King
- Ilpo Kauhanen
- Yanick Dubé

## Allenatore
Fino al settembre 2004 l'allenatore dell'ECT è Hans Rotkirch. Lo sostituì Josef "Beppo" Schlickenrieder e poi dall'ottobre 2004 dino al termine della stagione 2004/2005 tecnico fu Peter Obresa.
Attualmente allena Axel Kammerer, che fu già vice-allenatore dei Kölner Haie e primo tecnico dei Kassel Huskies.

## Rosa 2007/2008
| #  | Posizione       | Nome                 | Data di nascita   | In squadra dal | Nazionalità |
| -- | --------------- | -------------------- | ----------------- | -------------- | ----------- |
| 25 | Portiere        | Sebastian Vogl       | 23 giugno 1986    | Förderlizenz*  | GER         |
| 27 | Portiere        | Viona Harrer         | 5 novembre 1986   | 2006           | GER         |
| 33 | Portiere        | Markus Maier         | 3 ottobre 1977    | 2006           | GER         |
| 43 | Portiere        | Thomas Ower          | 27 dicembre 1985  | 2007           | GER         |
| 2  | Difensore       | Florian Kirschbauer  | 28 luglio 1988    | 2006           | GER         |
| 5  | Difensore       | Roman Göldner        | 30 ottobre 1981   | 2007           | GER         |
| 16 | Difensore       | Michael Pfaff        | 2 luglio 1988     | 2006           | GER         |
| 22 | Difensore       | Jean Phillipe Morin  | 6 febbraio 1980   | 2007           | CAN         |
| 24 | Difensore       | Marc St. Jean        | 27 maggio 1978    | 2007           | KAN         |
| 29 | Difensore       | Adam Borzecki (A)    | 6 maggio 1978     | 2005           | POL         |
| 55 | Difensore       | Matthias Bergmann    | 17 settembre 1982 | 2005           | GER         |
| 9  | Attaccante      | Yanick Dubé (C)      | 13 giugno 1974    | 2007           | /           |
| 10 | Attaccante      | Franz Mangold        | 18 marzo 1988     | 2007           | GER         |
| 13 | Attaccante      | Sandro Schönberger   | 14 gennaio 1987   | 2005           | GER         |
| 14 | Attaccante      | Christoph Fischhaber | 1º giugno 1988    | 2005           | GER         |
| 15 | Attaccante      | Travis James Mulock  | 25 gennaio 1985   | 2006           | CAN         |
| 17 | Attaccante      | Martin Melchert      | 22 gennaio 1986   | 2006           | GER         |
| 19 | Attaccante      | Terry Campbell       | 1º luglio 1968    | 2007           | GER         |
| 23 | Attaccante      | Daniel Mötsch        | 24 marzo 1988     | 2006           | GER         |
| 28 | Attaccante      | Christian Urban      | 10 novembre 1982  | 2002           | GER         |
| 56 | Attaccante      | Matt Gorman          | 2 marzo 1978      | 2008           | CAN         |
| 71 | Attaccante      | Martin Leismüller    | 27 febbraio 1989  | 2007           | GER         |
| 85 | Attaccante      | Marcel Waldowsky     | 9 settembre 1985  | 2007           | GER         |
| 88 | Attaccante      | Florian Zeller (A)   | 29 agosto 1977    | 2007           | GER         |
| 90 | Attaccante      | Michael Baindl       | 19 agosto 1986    | 2004           | GER         |
| 96 | Attaccante      | Adrian Albanese      | 1º aprile 1988    | 2006           | GER         |
|    | Allenatore      | Axel Kammerer        | 21 luglio 1964    | 2005           | GER         |
|    | Vice Allenatore | Benedikt Huß         | 6 gennaio 1967    | 2005           | GER         |

| Giocatore con licenza straniera; | (5 licenze per giocatori su 5 assegnate) |

| Giocatore con Förderlizenzspieler per il Tölzer Löwen; |

(C) = Capitano/ (A) = Assistente capitano

Aggiornato: 23 dicembre 2007

## Hockey in linea
L'EC Bad Tölz gioca nella Deutschen Inline-Hockey-Liga (DIHL) organizzata dalla federazione tedesca dell'hockey (DEB). Inoltre nel 2004 Bad Tölz è stata la sede dei campionati del mondo di questa disciplina.